# 서예안
서예안(1997년 5월 6일~)은 대한민국의 가수이다. 2014년 《K팝스타 4》에 참가하였다. 2015년 디지털 싱글 앨범 스며든다로 데뷔하였다.

## 학력
- 영주여자고등학교
- 동서울대 연기예술과

## 음반 활동

### 서예안

#### 싱글 앨범
| 발매일     | Artist | 앨범 타입 | 앨범명                    | Title                                 | 발매사                    | 기획사                         |
| ---------- | ------ | --------- | ------------------------- | ------------------------------------- | ------------------------- | ------------------------------ |
| 2015.11.19 | 서예안 | 싱글 앨범 | 《너에게 간다》           | <너에게 간다>                         | 로엔엔터테인먼트          | JTM엔터테인먼트                |
| 2016.01.04 | 서예안 | 싱글 앨범 | 《스며든다》              | <스며든다>                            | 로엔엔터테인먼트          | JTM엔터테인먼트                |
| 2016.05.17 | 서예안 | 싱글 앨범 | 《Chocolate Kiss》        | <Chocolate Kiss> (feat. 바로 of B1A4) | 로엔엔터테인먼트          | JTM엔터테인먼트                |
| 2017.05.03 | 서예안 | 싱글 앨범 | 《쉬는날》                | <쉬는날>                              | 로엔엔터테인먼트          | JTM엔터테인먼트                |
| 2017.11.11 | 서예안 | 싱글 앨범 | 《낙서》                  | <낙서>                                | 로엔엔터테인먼트          | JTM엔터테인먼트                |
| 2019.04.23 | 서예안 | 싱글 앨범 | 《Anding》                | 《Anding》                            | 티에스앤컴퍼니            | 나인엔터테인먼트               |
| 2019.11.01 | 서예안 | 싱글 앨범 | 《Wonder》                | 《Wonder》                            | 티에스앤컴퍼니            | 나인엔터테인먼트               |
| 2020.02.27 | 서예안 | 싱글 앨범 | 《달라》                  | 《달라》                              | 티에스앤컴퍼니            | 나인엔터테인먼트               |
| 2020.11.17 | 서예안 | 싱글앨범  | 《우리란 말에 네가 없어》 | 《우리란 말에 네가 없어》             | Stone Music Entertainment | 나인엔터인트먼트,퍼스트 유니온 |
| 2023.09.02 | 서예안 | 싱글 앨범 | 《야광별(Glow Stars)》    | 《야광별(Glow Stars)》                | 오감엔터테인먼트          | 도넛팜뮤직,(주)SGMA Inc.       |

### 참여 앨범
| 발매일     | 곡명                          | 수록 앨범              | 가수명                          |
| ---------- | ----------------------------- | ---------------------- | ------------------------------- |
| 2015.03.08 | 《Closer》                    | <Closer> (원곡 - 효린) | 《K팝 스타 시즌4 TOP10 Part.2》 |
| 2019.03.19 | 《Reset Shot (Feat. 서예안)》 | <Reset Shot>           | 《플랜지(Plan.Z)》              |
| 2019.08.21 | 《제자리 (Feat.서예안)》      | <제자리>               | 《로연(R.yeon》                 |

## 뮤직 비디오

### 서예안
| 연도 | Artist | MV                | 수록 앨범    | 비고                                                                                 | 공급사   |
| ---- | ------ | ----------------- | ------------ | ------------------------------------------------------------------------------------ | -------- |
| 2016 | 서예안 | 서예안 <스며든다> | 《스며든다》 | - 작사: CODE NO.9 - 작곡: CODE NO.9 - 편곡: CODE NO.9                                | 원더케이 |
| 2019 | 서예안 | 서예안 <Anding>   | 《Anding》   | - 작사: 서예안, 김구현, 최지영 - 작곡: 김구현, 최지영 - 편곡: 김구현, 최지영, 이태호 |          |
| 2019 | 서예안 | 서예안 <Wonder>   | 《Wonder》   | - 작사: 서예안, 김구현, 최지영 - 작곡: 김구현, 최지영 - 편곡: 김구현, 최지영, 이태호 |          |

## 방송 출연

### TV
- 2014년 11월 30일 SBS K팝 스타 시즌4 02회 - 본선 1라운드 《Problem / 아리아나 그란데》
- 2014년 12월 24일 SBS K팝 스타 시즌4 성탄특집 인터뷰
- 2014년 12월 28일 SBS K팝 스타 시즌4 06회 - 랭킹 라운드 《Hug me / 크러쉬》
- 2015년 1월 4일 SBS K팝 스타 시즌4 07회 - 팀미션 서바이벌 《I swear / 씨스타》 - 팀명 '앙상블' (with 이세림)
- 2015년 1월 18일 SBS K팝 스타 시즌4 09회 - 캐스팅 오디션 《Give it to me / 씨스타》 - 팀명 '흥신소' (with 지유민)
- 2015년 2월 8일 SBS K팝 스타 시즌4 12회 - 배틀 오디션 《삐에로는 우릴 보고 웃지 / 김완선》
- 2015년 2월 19일 SBS K팝 스타 시즌4 설특집 새해인사 (with 이진아)
- 2015년 3월 8일 SBS K팝 스타 시즌4 16회 - 탑10 경연 《Closer / 효린》
- 2015년 4월 12일 SBS K팝 스타 시즌4 21회 - K팝스타4 참가자 전원 《One Dream / K팝스타 주제곡》[깨진 링크(과거 내용 찾기)]
- 2015년 11월 22일 SBS K팝스타 시즌5 D-day 스페셜
- 2015년 12월 25일 안동MBC 어린이합창단 정기발표회 특별공연 - 《너에게 간다》
- 2016년 1월 3일 SBS 인기가요 845회 - 《스며든다》:「데뷔 무대」
- 2016년 1월 10일 SBS 인기가요 846회 - 《스며든다》
- 2016년 1월 17일 SBS 인기가요 847회 - 《스며든다》
- 2016년 1월 24일 SBS 인기가요 848회 - 《스며든다》
- 2016년 1월 26일 ETN 차트폴리오 - 알쏭
- 2016년 1월 31일 SBS 인기가요 849회 - 《스며든다》
- 2016년 2월 14일 SBS 인기가요 850회 - 《스며든다》
- 2016년 5월 17일 SBS MTV 더쇼 72회 - 《Chocolate Kiss》 (feat. ZEST)
- 2016년 5월 18일 MBC 쇼챔피언 187회 - 《Chocolate Kiss》 (feat. ZEST)
- 2016년 5월 20일 Arirang TV Simply K-Pop - 《Chocolate Kiss》 (feat. ZEST)
- 2016년 5월 22일 SBS 인기가요 864회 - 《Chocolate Kiss》(feat. 바로 of B1A4)
- <중간 누락>

### 라디오
- 2016년 1월 13일 김창렬의 올드스쿨 - 《스며든다》, 《All about that bass/메간 트레이너》 (with 김나영) (SBS)
- 2016년 1월 17일 슈퍼주니어의 키스 더 라디오 - 《스며든다》, 《Almost is never enough/아리아나 그란데》, (with DAY6) (KBS)
- 2016년 2월 1일 이국주의 영스트리트 - 《스며든다》, 《Almost is never enough/아리아나 그란데》, (with 박보람) (SBS)

## 영화
- 2021년 《아이윌 송》 - 예지 역

## 활동
- 2019년 11월 30일 《 작은 콘서트 》